# Orthotrichum sprucei x diaphanum
Orthotrichum sprucei x diaphanum là một loài Rêu trong họ Orthotrichaceae. Loài này được H. Philib. mô tả khoa học đầu tiên năm 1897.